# Holdfényű császárhal
A holdfényű császárhal (más néven holdfény doktorhal) (Acanthurus leucosternon) a sugarasúszójú halak (Actinopterygii) osztályának sügéralakúak (Perciformes) rendjébe, ezen belül a doktorhalfélék (Acanthuridae) családjába tartozó faj.

## Előfordulása
A holdfényű császárhal előfordulási területe főleg az Indiai-óceán. Az elterjedése Kelet-Afrika partjaitól kezdve, északkeletre egészen az Andamán-tengerig, míg délkeletre a Karácsony-szigetig és Indonéziáig tart. Egyes állományai a Csendes-óceán nyugati felének a szélein is fellelhetők.

## Megjelenése
Ez a hal általában 19 centiméteres, de elérheti az 54 centiméteres hosszúságot is. Azonban 13,8 centiméteresen már felnőttnek számít. A hátúszóján 9 tüske és 28-30 sugár van, míg a farok alatti úszóján 3 tüske és 23-26 sugár látható. Nagyon színes hal, melynek teste kék, a hasi része fehér, a feje fekete vagy sötétkék, a toroktól a mellúszók tövéig fehér sáv húzódik; a hátúszója élénk sárga, a szélén vékony, fekete szegéllyel; a többi úszója fehér; a fehér farokúszóján, a faroktő mellett és a farokvégén, egy-egy fekete, függőleges sáv helyezkedik el.

## Életmódja
Trópusi és tengeri hal, amely a korallzátonyokon él legfeljebb 25 méteres mélységben. A 23-28 Celsius-fokos vizeket kedveli. A felnőtt a vízalatti sziklaszirtek lakója; általában magányos, de táplálkozáskor nagy rajokba gyűlhet. A kövekre, sziklákra letelepedett algákkal táplálkozik.

## Szaporodása
Az ívási időszak alatt a hím és a nőstény elvonul és párt alkot.

## Felhasználása
Ipari mértékű halászata van az akváriumok számára. Az ember is fogyaszthatja, de ezt inkább az élőhelyén levő halászok teszik.

## Képek

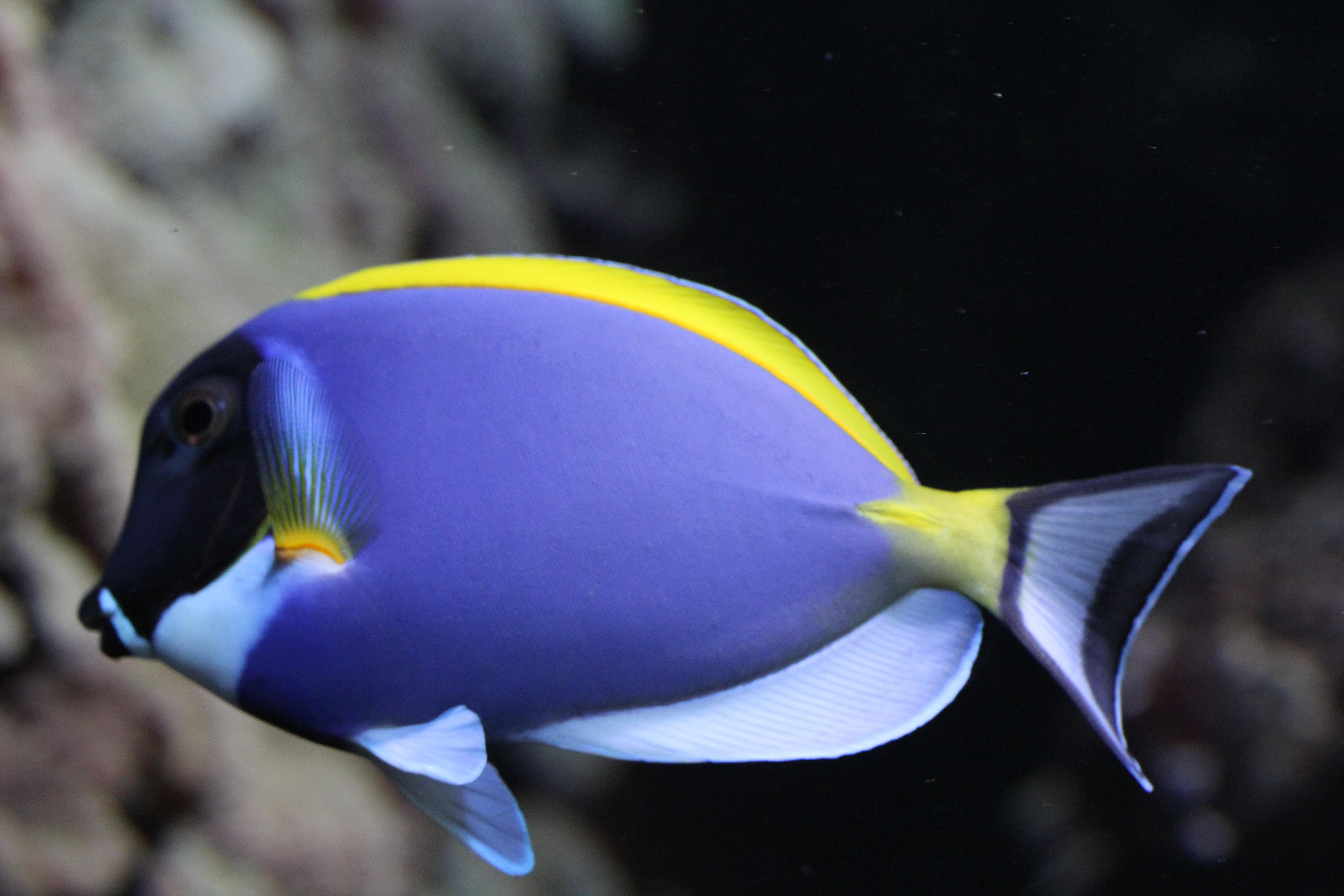
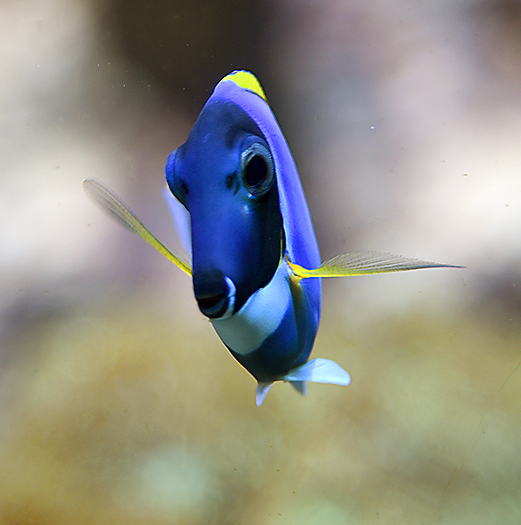
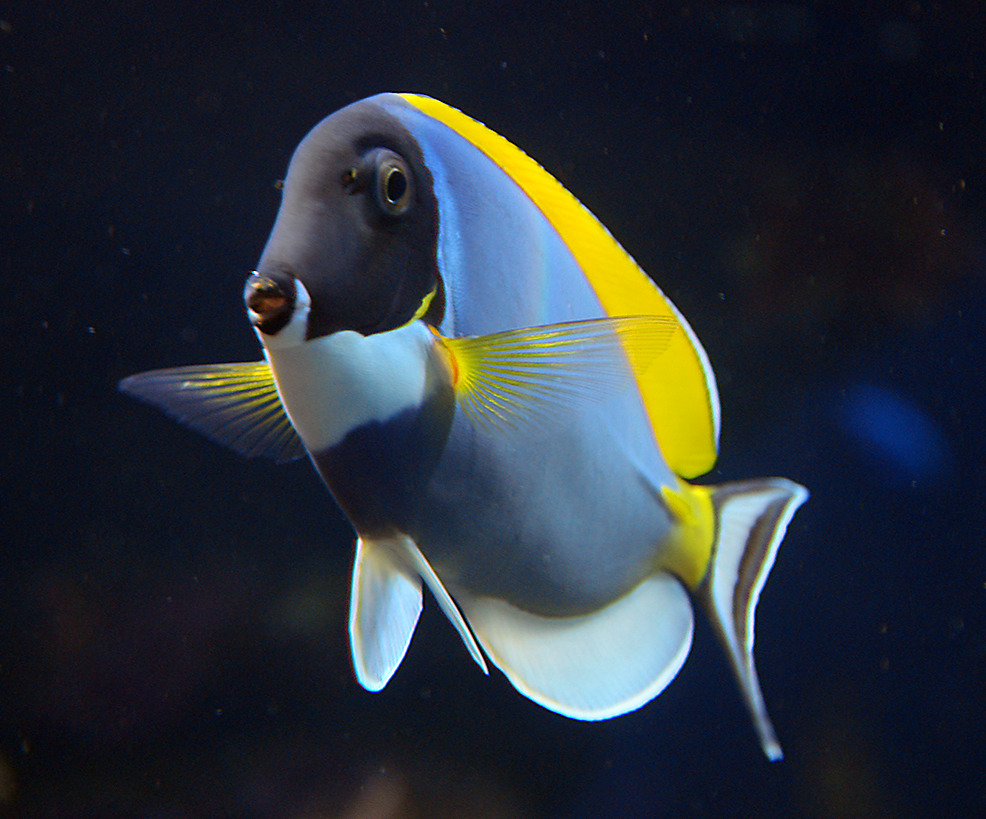
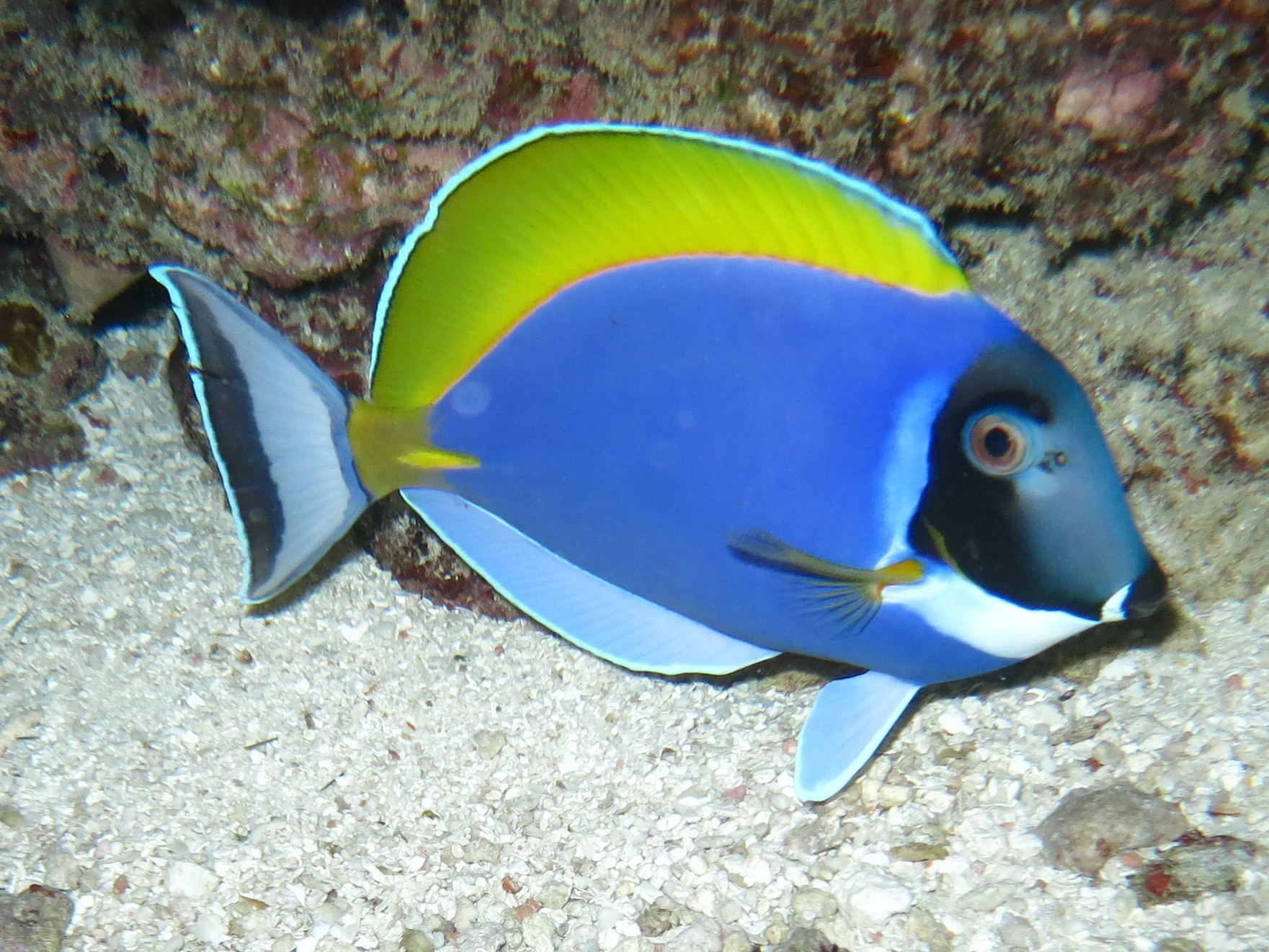
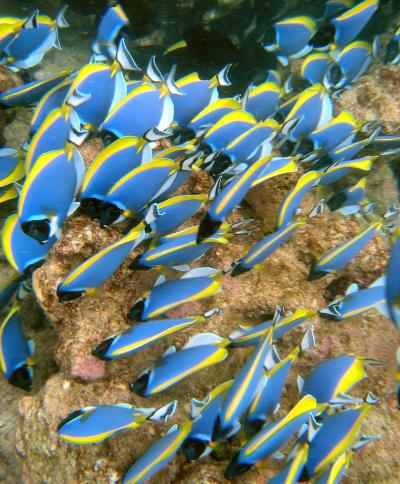